# Dorfkirche Mildenberg

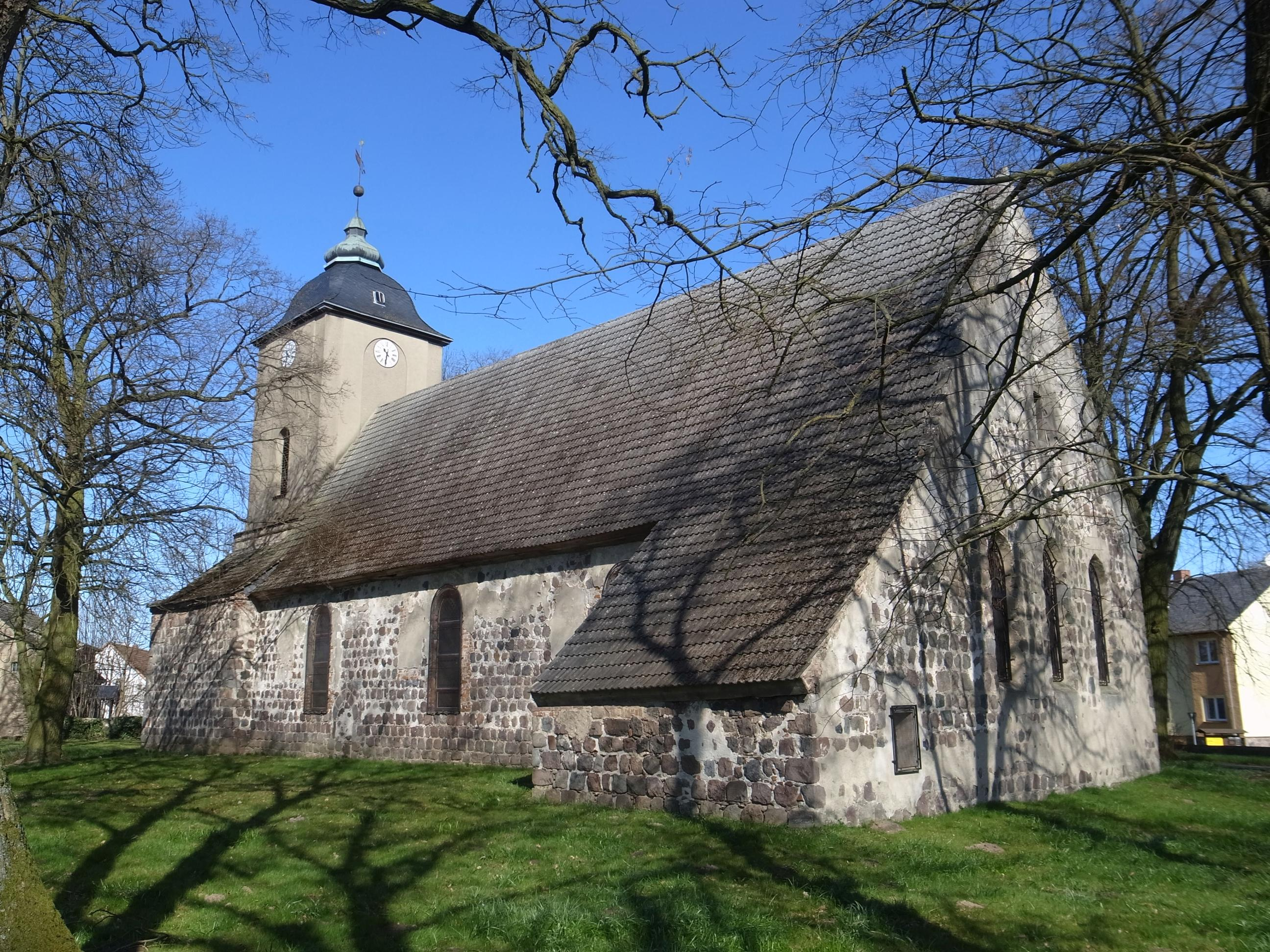
Dorfkirche Mildenberg

Die evangelische, denkmalgeschützte Dorfkirche Mildenberg steht in Mildenberg, einem Ortsteil der Stadt Zehdenick im Landkreis Oberhavel in Brandenburg. Die Kirchengemeinde Mildenberg-Ribbeck gehört zum Kirchenkreis Oberes Havelland der Evangelischen Kirche Berlin-Brandenburg-schlesische Oberlausitz.

## Beschreibung
Die Feldsteinkirche wurde in der zweiten Hälfte des 13. Jahrhunderts erbaut. Das Satteldach des Langhauses setzt sich über der Sakristei im Süden als Schleppdach fort. Schiff und Sakristei bestehen aus Feldsteinen, ebenso wie das Erdgeschoss des Kirchturms im Westen, das breiter als das Langhaus ist. Zwischen den seitlichen Pultdächern erheben sich die quadratischen, die Turmuhr und den Glockenstuhl beherbergenden Geschosse des Kirchturms aus verputzten Backsteinen. Bedeckt wurde der Kirchturm 1766 mit einer schiefergedeckten Glockenhaube, die wiederung von einer mit Kupfer bekleideten Welschen Haube bekrönt ist.
Der Innenraum wurde im 18. Jahrhundert mit Emporen an drei Seiten ausgestattet. Die Sakristei ist innen mit einem Tonnengewölbe überspannt. Die Orgel mit acht Registern auf einem Manual und Pedal wurde 1876 von Wilhelm Remler gebaut.